# 솔트 (영화)
《솔트》(영어: Salt)는 2010년 개봉한 미국의 액션 스릴러 영화이다. 감독은 필립 노이스이며, 앤젤리나 졸리, 리에브 슈라이버, 추이텔 에지오포, 다니엘 올브리흐스키, 아우구스트 딜이 출연한다. 졸리가 맡은 주인공 에블린 솔트가 러시아 스파이 혐의를 받고 탈출하는 이야기이다.
2010년 7월 23일 미국 전역에 개봉하였고, 대한민국에는 며칠 뒤인 7월 29일 개봉하였다.

## 줄거리
2년 전, CIA 요원 에블린 솔트는 북한에 억류되어 미국의 스파이가 아니냐는 추궁을 당한다. 포로 교환으로 가까스로 풀려난 그녀는 독일인 거미 연구학자 마이크 크라우제를 만나 결혼한다.
현재, 마이크와 행복한 결혼 생활을 하며 여전히 CIA 요원으로 일하는 솔트. 한 러시아인이 CIA에 억류되어 온다. 자신을 올레크 오를로프라 밝힌 러시아인은 오래 전 냉전 시기 소련에서 스파이로 보내진 어린아이들 이야기를 한다. 그 아이들은 미국으로 입양되어 미국인으로 살고 있으나, '그날'이 왔을 때 활동을 시작해 미국을 내부에서 붕괴시킬 것이라 한다. 그리고 그 스파이들 중 하나가 바로 솔트라고 밝힌다. 솔트는 아니라고 부인했지만, 오를로프의 말은 진실로 판명되었다. 동료 CIA 요원 테드 윈터와 피보디는 어쩔 수 없이 솔트를 의심하여 방에 가두었다.
솔트는 갑작스럽게 탈출을 시도한다. 몇 번인가의 추격전을 뿌리친 끝에 그녀는 CIA 본부에서 탈출한다. 탈출하는 이유를 묻는 테드에게 '남편 마이크에게 연락해달라'는 말만을 남긴다. 간신히 CIA 요원들보다 먼저 자기 집에 도착하였으나, 남편은 이미 어디론가 납치된 후였다. 요원들이 집까지 쳐들어오자, 솔트는 남편의 실험물이었던 거미를 챙겨 달아난다. 정체를 감추고 한 호텔에 숙박한 솔트는 머리를 검게 염색한다.
미국 부통령의 장례식 날, 생전에 친분이 있던 러시아의 마트베예프 대통령이 조의를 표하기 위해 참석한다. 솔트는 장례식장에 잠입하여 경호원들을 모두 처단한다. 마트베예프 대통령이 연설을 할 때 건물을 무너뜨려 현장을 혼란시킨 뒤에 대통령을 총으로 쏜다. 솔트를 쫓아온 피보디 요원과 마주하였을 때, 솔트는 어째선지 달아나지 않고 순순히 잡혔다. 연행되는 그녀에게 테드가 왜 그랬느냐며 소리를 지른다.
러시아 대통령이 미국에서 피살되었다는 뉴스는 세계 곳곳에 퍼져, 러시아에서는 반미 감정이 고조되고 미국도 큰 혼란에 빠진다. 솔트는 연행되던 중 경찰차를 전복시켜 탈출하고, 바지선으로 향한다. 바지선에는 오를로프가 있었다. 솔트가 소련 측 스파이였다는 것은 사실이었던 것이다. 오를로프는 임무를 성공적으로 해낸 솔트를 치하하며 자신들의 비밀 기지로 향한다. 솔트는 그곳에서 납치된 남편을 만나지만, 남편은 제대로 얘기하지도 못한 채 오를로프에게 처형된다. 오를로프는 지금의 혼란상을 발판 삼아 미국의 핵무기까지 장악할 것임을 말한다. 그러나 남편을 죽인 것에 분노한 솔트는 오를로프와 다른 스파이들을 전부 죽이고 빠져나온다.
솔트는 자신과 같은 스파이였던 슈네이더를 만난다. 슈네이더는 미국 장군으로 위장해 백악관에 잠입하려는 계획이었고 솔트는 그를 따라 군인으로 변장해 백악관에 간다. 백악관에서 슈네이더는 자살 폭탄 테러를 벌였고, 뒷일을 솔트에게 넘긴다. 대통령은 측근을 데리고 황급히 벙커로 피신하였고, 솔트는 변장을 풀고 대통령을 쫓는다.
대통령은 방위를 위해 핵무기를 사용할 것을 결의한다. 이때 테드가 갑자기 정부 인사들을 전부 사살하고 대통령에게, 본인 또한 소련의 스파이임을 밝힌다. 그는 대통령을 기절시킨 뒤에 테헤란과 메카를 지정하고 핵미사일 발사를 시도한다. 이때 벙커의 문 앞까지 침입한 솔트가 테드와 마주친다. 둘은 서로 클래스가 달랐기에, 솔트 쪽은 테드가 스파이인 줄 모르고 있었다. 이즈음 솔트에게 살해당한 줄 알았던 러시아 대통령이 살아났다는 뉴스가 보도된다. 솔트는 사실 러시아 대통령에게 진짜 총탄을 쏜 것이 아니라, 거미독으로 잠시 중독시킨 것뿐이었다. 솔트는 문을 열어달라고 하지만, 솔트가 배신했음을 눈치챈 테드는 거절한다. 문을 강제로 연 솔트는 테드와의 격전 끝에 핵미사일 발사를 저지한다. 둘은 이윽고 체포된다. 연행되면서 칼을 꺼내드는 테드를 보고, 솔트는 수갑 찬 손으로 그에게 달려들어 목을 졸라 죽인다.
과거의 동료 피보디 요원의 손에 붙들려 헬리콥터로 연행되는 솔트는, 자신의 인생을 헤집어 놓고 남편마저 죽인 소련에게 복수하기 위해 지금까지의 일들을 벌였음을 밝힌다. 피보디는 솔트의 고백을 듣고, 화를 내는 척하면서 그녀의 결박을 풀어준다. 솔트는 헬리콥터에서 탈출하여 강으로 뛰어들고, 숲을 향해 달려간다.

## 등장인물
- 에블린 솔트 - 안젤리나 졸리, 캐시디 힝클(과거)

미국 CIA 요원으로 활동중이나, 실은 소련에서 파견된 스파이. 러시아 이름은 나타샤 첸코바이다. 소련의 스파이 임무를 수행하지만 개인적인 복수심 때문에 배신하게 되었다.
- 테드 윈터 - 리에브 슈라이버

솔트의 동료인 CIA 요원. 솔트와는 깊은 친분이 있는 것으로 보이며 그녀가 스파이임이 밝혀져 도주했을 때도 계속해서 변호한다. 실은 그 또한 솔트와 같은 스파이였으며 러시아 이름은 니콜라이 타르콥스키.
- 피보디 - 추이텔 에지오포

솔트의 동료인 CIA 요원.
- 올레크 바실리예비치 오를로프 - 다니엘 올브리흐스키, 대니얼 피어스(과거)

소련에서 어린이 스파이 계획을 통솔한 장성.
- 마이크 크라우제 - 아우구스트 딜

에블린 솔트의 남편. 독일인 거미 연구가. 소련 측에서 솔트에 대한 일종의 보험으로서 납치되었고, 솔트가 임무에 성공했음에도 처형된다.
- 하워드 루이스 - 헌트 블록

미국 대통령.
- 보리스 마트베예프 - 알렉산데르 크루파

러시아 대통령. 미국 부통령과 친분이 있었기에 그의 장례식에 참석한다. 연설을 하던 도중 솔트의 습격을 받고 총을 맞지만, 실제로는 거미독에 잠시 중독되어 있던 것이었다.
- 슈네이더 - 코리 스톨

솔트의 스파이 동료. 어린 시절을 솔트와 같은 시설에서 보냈다. 백악관에서 자살 폭탄 테러를 벌인다.